# Rue Saint-Nizier
La rue Saint-Nizier est une rue du quartier des Cordeliers située sur la presqu'île dans le 2e arrondissement de Lyon, en France.

## Situation et accès
La rue est située contre le mur latéral sud de l'église Saint-Nizier, elle commence rue du Président-Édouard-Herriot et se termine en cul-de-sac. Un stationnement cyclable est disponible mais le stationnement des véhicules motorisés n'est autorisé que pour les livraisons.

## Origine du nom
La rue doit son nom à l'église Saint-Nizier qui est dédiée à saint Nizier, un évêque de Lyon,. Auparavant, elle a été appelée Place de la Fromagerie (sur le plan scénographique de Lyon au milieu du XVIe siècle) et rue de la Fromagerie (attesté en 1680).